# 114739 Tripodi
114739 Tripodi este o planetă minoră (asteroid), cu un diametru de 6,871 km, din Outer Main Belt⁠(d). A fost descoperită pe 23 aprilie 2003 la  de . 
Obiectul prezintă o orbită caracterizată de o semiaxă mare de 3,2476827773136 UAi, o excentricitate de 0,066486851251334, o înclinație de 13,993771651398 ° în raport cu ecliptica.